# Інструментування
Інструментування, Інструментовка — виклад музичного твору для певного інструментального або вокально-інструментального складу, наприклад, камерного ансамблю або духового оркестру.

Якщо складом інструментів, для якого створюється інструментування, є оркестр, то говорять про оркестровку. У своїх «Нотатках про інструментування» М. І. Глінка писав, що інструментування точно так же, як контрапункт і взагалі гармонійне оброблення, повинне доповнювати, домальовувати мелодійну думку. Оцінюючи інструментування як засіб музичної виразності, Глінка підкреслював, що інструментування може надати музичній думці певне значення і колорит, одним словом, надати їй характер, життя.

Якщо партитура створюється в жанрі джазу або естради (в цьому випадку зазвичай включається партія ЕМІ), то замість терміна «інструментування» вживають слово «аранжування».